# Нічний заплив
Нічний заплив (англ. Night Swim)  — американський фільм жахів 2024 року режисера Брайса Макгуайра.

## Сюжет
У 1992 році молода дівчина вирушає вночі до сімейного басейну, щоб дістати човен, що належить його смертельно хворому братові. Коли він намагається дістати човен, щось у басейні тягне його під воду.
У наші дні сім'я Воллер шукає нове постійне місце проживання після того, як батько Рей Воллер змушений був залишити бейсбольну кар'єру через хворобу. Вони купують колишню резиденцію родини Фуллер, але Рей дряпає руку, коли працює над очищенням басейну на задньому дворі. Коли приходять фахівці з обслуговування басейну, вони виявляють, що басейн, по суті, є самопідтримуючим і бере воду з підземного джерела.
У міру того, як він проводить все більше часу в басейні в рамках своєї терапії, хвороба Рея, схоже, переходить у стадію ремісії. Однак його дружина Єва стурбована змінами, які вона бачить у своєму чоловіка, а їхні діти Іззі та Елліот повідомляють, що на них щось напало у басейні, а також про зникнення сімейного кота. Під час вечірки ріелтор розповідає Єві про те, що дочка Фуллерів Ребека потонула в басейні, а Рей, схоже, змушує дитину зануритися під воду і мало не тоне сам, хоча це пояснюється побічним ефектом його хвороби.
Розшукавши сім'ю Фуллерів і дізнавшись, що в будинку давно відбуваються зникнення, Єва зустрічається з Кей, матір'ю Ребекки. Кей пояснює, що вода, яка зараз живить басейн, колись була частиною цілющого джерела, але для того, щоб використати воду, потрібно принести їй у жертву когось іншого; Кей була змушена принести Ребекку в жертву суті в басейні, щоб зцілити хворобу її брата Томмі. Єва з жахом розуміє, що тепер басейн зцілює Рея, але для цього потрібно жертвувати Елліотом.
Єва повертається до будинку і виявляє, що Рей перебуває під прямим контролем сутності, яка заманює Елліота у пастку у басейні. Єва намагається врятувати сина, тоді як Ізі протистоїть сутності, що опанувала її батьком, і в результаті нападає на нього з бейсбольною битою. Єві вдається витягнути Елліота, і дух Ребекки спрямовує її на поверхню басейну. 
Після повернення до саду напад Ізі та стан Елліота допомагають Рею повернути контроль над собою. Щоб зупинити сутність, що атакує його дітей, Рей приносить себе в жертву.
Вирішивши залишитися в будинку, щоб ніхто більше не став жертвою сутності, Єва, Ізі та Елліот домовляються про те, щоб басейн був засипаний, щоб подібне не повторилося.

## В ролях
- Ваятт Рассел — Рей Воллер
- Керрі Кондон — Єва Воллер
- Амелі Хеферле — Іззі Воллер
- Гевін Уоррен — Елліот Воллер
- Джоді Лонг — Люсі Саммерс
- Аяжан Далабаєва — Ребекка Саммерс
- Ненсі Ленеган — Кей
- Едді Мартінез — тренер Е
- Елайджа Дж. Робертс — Ронін
- Рахнума Пантхакі — доктор Шрідгар
- Бен Сінклер — технік басейну
- Еллі Араїза — Енджел

## Оцінки критиків
На сайті Rotten Tomatoes фільм має рейтинг 22 % заснований на 150 відгуках, із середньою оцінкою 4.3/10.